# Aleksandr Filippov
Aleksandr Ivanovič Filippov (in russo Александр Иванович Филиппов?; trasl. angl. Aleksandr Ivanovich Filippov; Mosca, 1892 – Mosca, 1962) è stato un calciatore russo, di ruolo attaccante.

## Carriera

### Club
Nel periodo in cui è stato convocato in nazionale militava nel KFS Mosca.

### Nazionale
È stato convocato per i giochi olimpici del 1912, disputando la prima storica partita della nazionale russa contro la Finlandia, proprio alle Olimpiadi.
Giocò in tutto tre gare con la nazionale, senza mettere a segno reti.

## Statistiche

### Cronologia presenze e reti in Nazionale
| Cronologia completa delle presenze e delle reti in nazionale ― Russia | Cronologia completa delle presenze e delle reti in nazionale ― Russia | Cronologia completa delle presenze e delle reti in nazionale ― Russia | Cronologia completa delle presenze e delle reti in nazionale ― Russia | Cronologia completa delle presenze e delle reti in nazionale ― Russia | Cronologia completa delle presenze e delle reti in nazionale ― Russia | Cronologia completa delle presenze e delle reti in nazionale ― Russia | Cronologia completa delle presenze e delle reti in nazionale ― Russia |
| Data                                                                  | Città                                                                 | In casa                                                               | Risultato                                                             | Ospiti                                                                | Competizione                                                          | Reti                                                                  | Note                                                                  |
| --------------------------------------------------------------------- | --------------------------------------------------------------------- | --------------------------------------------------------------------- | --------------------------------------------------------------------- | --------------------------------------------------------------------- | --------------------------------------------------------------------- | --------------------------------------------------------------------- | --------------------------------------------------------------------- |
| 30-6-1912                                                             | Traneberg                                                             | Finlandia                                                             | 2 – 1                                                                 | Russia                                                                | Olimpiadi 1912                                                        | -                                                                     |                                                                       |
| 4-7-1912                                                              | Traneberg                                                             | Norvegia                                                              | 2 – 1                                                                 | Russia                                                                | Amichevole                                                            | -                                                                     |                                                                       |
| 5-7-1914                                                              | Solna                                                                 | Svezia                                                                | 2 – 2                                                                 | Russia                                                                | Amichevole                                                            | -                                                                     |                                                                       |
| Totale                                                                |                                                                       | Presenze                                                              | 3                                                                     |                                                                       | Reti                                                                  | 0                                                                     |                                                                       |